# Horsham
Horsham ist eine Stadt mit ca. 50.000 Einwohnern am Fluss Arun in West Sussex im Südosten Englands. Sie liegt ungefähr 40 Kilometer von London und 30 Kilometer von Brighton entfernt.

## Bildung

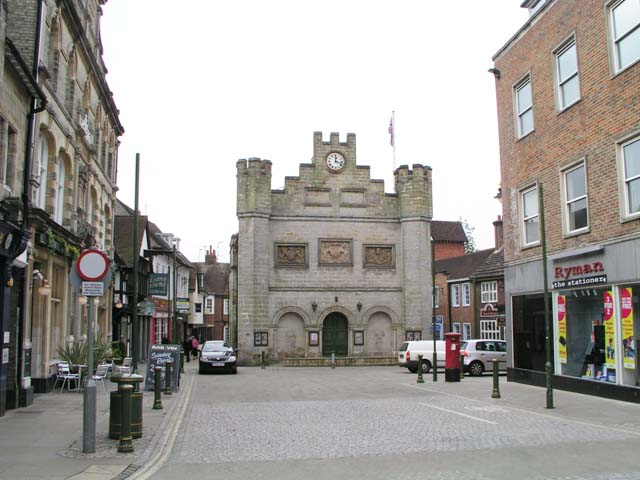
Altes Rathaus

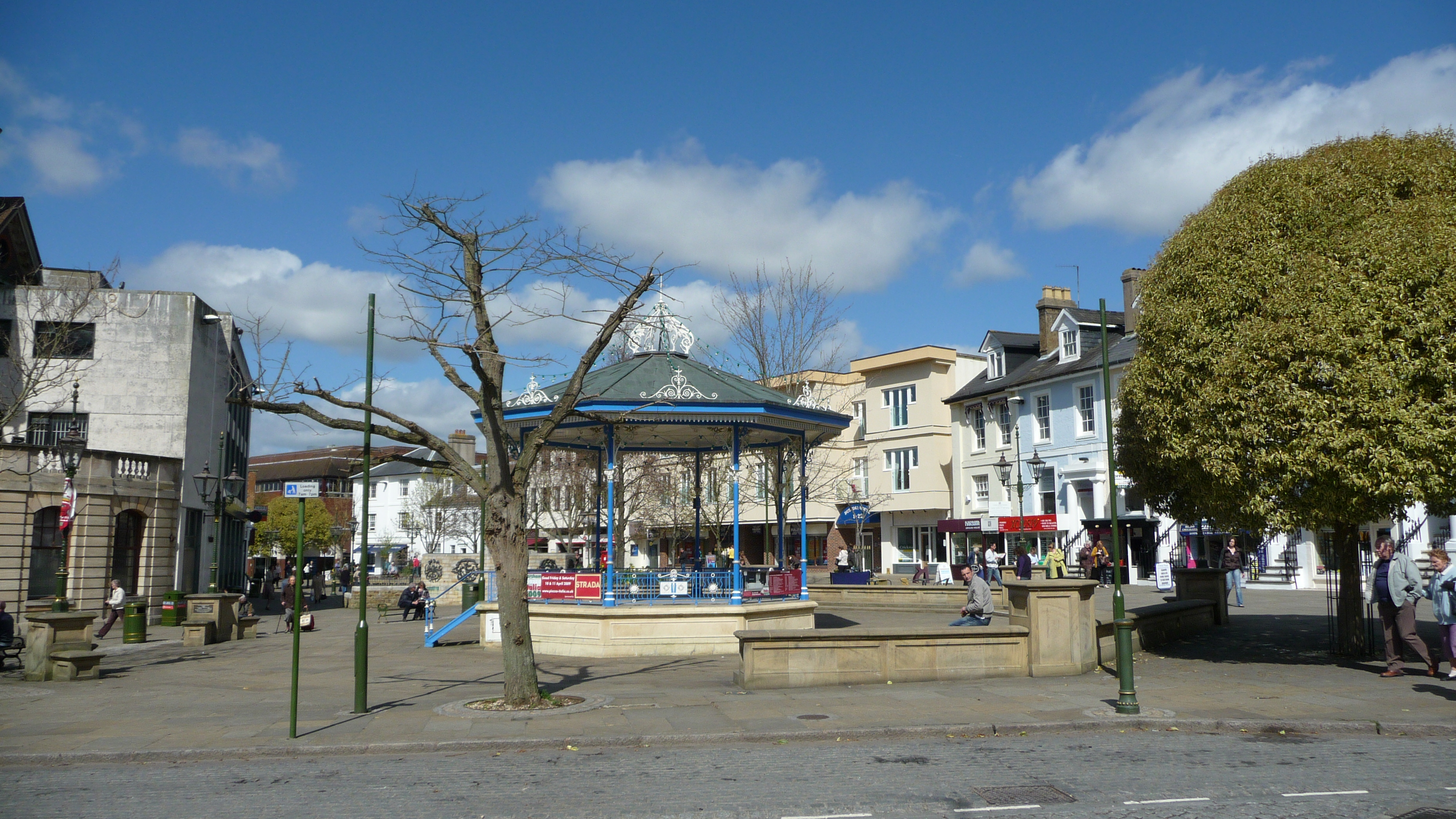
Carfax mit dem Musikpavillon The Bandstand

Horsham hat mehrere Schulen: Zwei im Stadtzentrum (die Mädchenschule Millais und das männliche Pendant Forest), eine Gesamtschule in Nord Horsham (Tanbridge) und am Stadtrand die Privatschule Christ’s Hospital, ein großes Gymnasium im Süden der Stadt. Zudem existiert seit dem Jahr 1540 das College of Richard Collier. Christ’s Hospital war der Drehort für die Fernsehsendung „Rock School“.

## Wirtschaft
Die Umgebung ist landwirtschaftlich geprägt, wodurch Horsham zu einem wichtigen Markt und Einkaufszentrum wurde. Daneben befinden sich Maschinenbaubetriebe, Brauereien und Fabriken für Arzneimittel in der Stadt. Horsham ist Sitz des britischen Videospieleentwicklers Creative Assembly, der vor allem für seine Total War–Reihe bekannt ist.

## Städtepartnerschaften
Horsham unterhält eine Partnerschaft der deutschen Stadt Lage, 2005 wurde das 20-jährige Jubiläum gefeiert.  Häufig werden Schüleraustausche durchgeführt.

## Söhne und Töchter der Stadt
- Cecil Hurst (1870–1963), Jurist
- Hammond Innes (1913–1998), Romanautor
- Arthur Cockfield (1916–2007), Politiker
- Mark Rowland (* 1963), Langstreckenläufer
- Jamie Hewlett (* 1968), Comiczeichner
- Jolyon Palmer (* 1991), britischer Rennfahrer